# رنه د اوبالدیا
رنه د اوبالدیا (فرانسوی: René de Obaldia‎؛ زادهٔ ۲۲ اکتبر ۱۹۱۸ در هنگ کنگ – درگذشتهٔ ۲۷ ژانویهٔ ۲۰۲۲) نمایش‌نامه‌نویس، شاعر و نویسنده اهل فرانسه بود. او در ۲۴ ژوئن ۱۹۹۹ به عنوان عضو فرهنگستان فرانسه انتخاب شد.
رنه د اوبالدیا همچنین برندهٔ جوایزی همچون لژیون دونور (شوالیه) و صلیب جنگ ۱۹۴۵–۱۹۳۹ (فرانسه) شده بود.